# Sonata para piano n.º 7 (Beethoven)
Com essa sonata, Beethoven voltou a fórmula de quatro movimentos, sendo o primeiro rápido, o segundo lento, o terceiro uma dança e o quarto presto. Essa sonata também foi dedicada à condessa Browne, a "Condessa dos Op. 10". E traz uma energia contagiante do início ao fim.

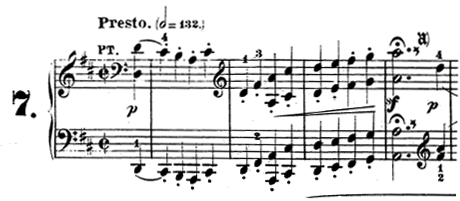
Presto: Primeiro movimento.

O primeiro movimento abre com oitavas ascendentes, numa abertura sem maiores introduções. Algo como - Cheguei, estou aqui! O primeiro tema segue com um jogo de piano-forte entre as seções. O segundo tema apresenta a já tradicional melodia na mão direita e o acompanhamento na esquerda. Modulação para Lá maior, e uma pré-indicação do que seria mais tarde a Waldstein lá pelo compasso 55. O movimento é longo, assim como a sonata. As principais dificuldades aqui estão nas oitavas constantes , nos acordes quebrados (movimento de rotação do pulso é fundamental) e na atenção em não correr demais. O movimento é presto, mas se for executado muito rápido, perde toda a tensão rítmica, que é essencial. O final da Exposição funciona como uma ponte para a repetição da mesma ou para o desenvolvimento. Em outras palavras, não se percebe onde a seção acaba. O primeiro movimento é cheio de nuances, com partes rápidas e energéticas, partes como se fosse um coral e até um pouco de sonoridades "impressionistas" no final.

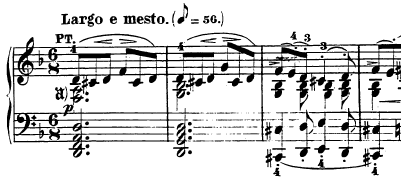
Largo e maesto: Segundo movimento.

O segundo movimento (Largo e Mesto) tem uma figura rítmica interessante. O movimento é em compasso composto (6/8 e traz acentos no primeiro, terceiro, quarto e sexto tempos. Aqui Beethoven também explora o seu talento em improvisação, modificando o tema melodicamente ao longo do movimento. Os acentos (fp) aparecem por todos os lados, e Beethoven chega até mesmo a colocar ffp, para acentuar ainda mais o efeito desejado. O final é bem "pastoral" com a música se diluindo até o ré no baixo.

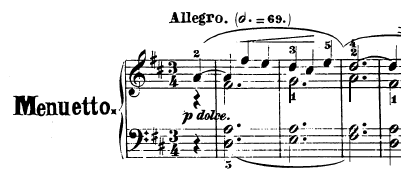
Menuetto: Allegro: Terceiro movimento.

O terceiro movimento é um minueto com muitas síncopes, acentuando o ritmo característico da dança. No meio do minueto, Beethoven apresenta uma característica que ele próprio exploraria ao extremo em obras futuras: o trinado contínuo sobre uma melodia (ou fragmentos de melodia). Em suas últimas sonatas, Beethoven utiliza esse artifíicio do trinado continuo para criar uma atmosfera especial, assim como em muitas de suas cadências para concertos. O trio é fluido (como os trios anteriores) e explora a técnica das "três mãos" que falamos anteriormente. A dificuldade é exatamente criar a fluidez necessária ao movimento sem interromper a linha melódica.

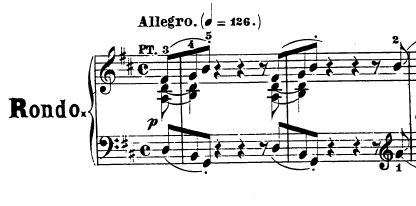
Rondo:Allegro: Quarto movimento.

O final é muito interessante. Beethoven usa uma fórmula rítmica (usada mais tarde por Brahms em seu scherzo) no inicio, com três colcheias sendo que a segunda cai no primeiro tempo do compasso. O movimento é cheio de dificuldades técnicas, com escalas, arpejos, acordes quebrados (baixo alberti) entre outras coisas. Assim como no primeiro, o pianista que tocar esse movimento muito rápido vai cair no erro comum de escolher velocidade ao invés de tensão rítmica. Ao longo das páginas do último movimento, encontramos várias seções, várias partes, com idéias diferentes. O que é fácil para dividir e estudar, é difícil para tocar como um todo.
Nessa sonata, Beethoven deixa à mostra uma pequena parte do que viria ser mais tarde a sua linguagem revolucionária para o instrumento.

## Fonte
BERBER, (apelido). Sonata Op. 10 número 3. Extraído do sítio do Fórum musical Presto, <http://presto.s4.bizhat.com/viewtopic.php?t=55&postdays=0&postorder=asc&start=0&mforum=presto>, publicado com permissão do autor. Acesso em: 10 de junho de 2007.